# Werner Ludwig

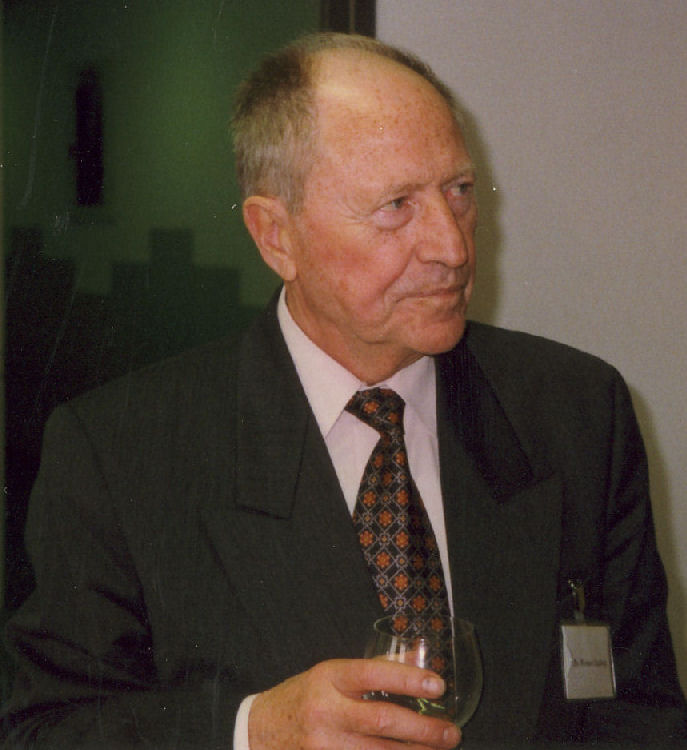
Werner Ludwig (2000)

Werner Ludwig (* 27. August 1926 in Pirmasens; † 25. Februar 2020 in Ludwigshafen am Rhein) war ein deutscher Politiker (SPD). Er war 28 Jahre lang Oberbürgermeister von Ludwigshafen am Rhein.

## Familie
Ludwig entstammte einer Familie mit langer sozialdemokratischer Tradition. Sein Vater Adolf Ludwig war 1918 Vorsitzender des Arbeiter- und Soldatenrats und von 1920 bis 1930 ehrenamtlicher Bürgermeister in Pirmasens. Nach mehrmaliger Verhaftung durch die Nationalsozialisten floh er 1939 mit seiner Familie nach Metz in Frankreich.

## Ausbildung und Beruf
Im besetzten Frankreich konnte Werner Ludwig die Schule besuchen. 1942 nahm er in Toulouse ein Studium der Rechtswissenschaft auf, das er in Paris fortsetzte.
1946 kehrte Ludwig nach Deutschland zurück und trat in die SPD ein. In Mainz beendete er 1950 sein Studium mit dem Ersten Juristischen Staatsexamen. Nach dem Zweiten Staatsexamen arbeitete Ludwig zunächst als Jurist beim DGB in Düsseldorf und anschließend bei der Landesversicherungsanstalt Rheinland-Pfalz in Speyer. 1955 promovierte Ludwig, ein Jahr später trat er in die Dienste der Stadt Ludwigshafen als Justiziar des Sozialdezernates.

## Politik

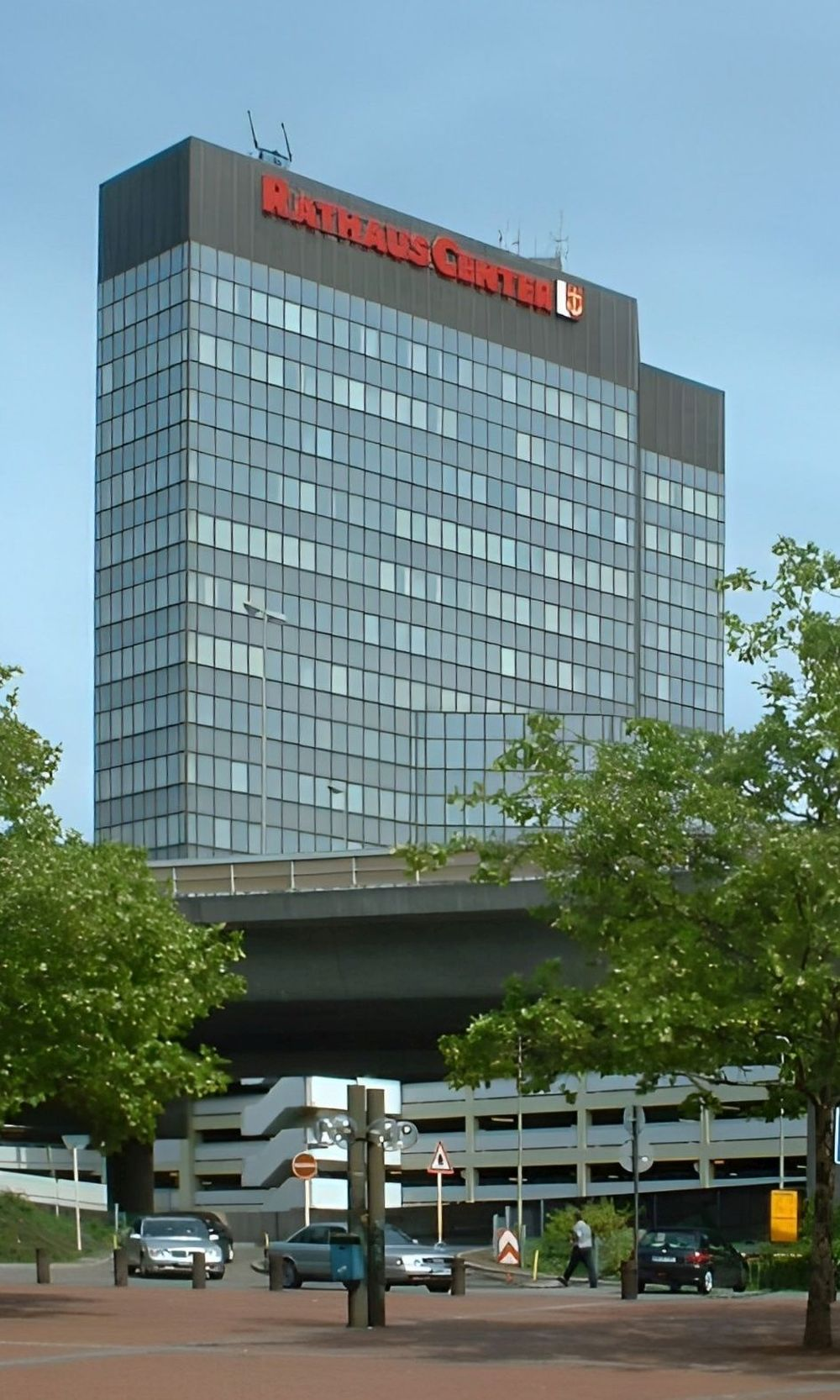
Ludwigs Arbeitsstätte: Rathaus-Center Ludwigshafen (Foto von 2005)

1958 wurde Ludwig Beigeordneter (Bürgermeister) von Ludwigshafen und übernahm das Sozial- und Wohnungsdezernat. 1962 wurde er zum Vorsitzenden des SPD-Bezirks Pfalz gewählt, den er bis 1980 führte. 1964 wurde er Mitglied des Bezirkstags Pfalz und war bis 1974 dessen Vorsitzender. Zusätzlich erfolgte 1963 seine Wahl in den Rheinland-Pfälzischen Landtag. Er legte das Mandat nieder, als er im Mai 1965 zum Oberbürgermeister der Stadt Ludwigshafen gewählt wurde. Dieses Amt übte er 28 Jahre lang aus. Noch einmal, diesmal von 1979 bis 1996, war er Bezirkstagsvorsitzender. Damit bekleidete er dieses Amt insgesamt 27 Jahre.
Ludwigs Amtszeit in Ludwigshafen war begleitet von einer außergewöhnlichen ökonomischen Prosperität der Stadt. Daher konnte eine Reihe von Großprojekten umgesetzt werden. Zu den bedeutendsten zählen das Rathaus-Center, das Wilhelm-Hack-Museum, die Schaffung der Fußgängerzone, die Verlegung des Hauptbahnhofs und die Weiterführung des Projekts Visitenkarte.
Als Oberbürgermeister geriet Ludwig wegen eines Rechtsstreits in die Schlagzeilen: Ludwig wertete die Tatsache, dass das Ratsmitglied Bernhard Braun während der Stadtratssitzung vom 28. Januar 1985 einen 13 × 8 cm großen Aufkleber „Atomwaffenfreie Stadt Ludwigshafen“ trug, als Verstoß gegen die öffentliche Ordnung und schloss den Träger von der Sitzung aus. Braun klagte durch alle drei Verwaltungsgerichtsinstanzen und unterlag letztlich am 12. Februar 1988.

## Ehrungen
1990 erhielt Ludwig das Große Bundesverdienstkreuz, 1992 die Europa-Union-Nadel in Gold. Ende Juni 1993 trat er als damals dienstältestes deutsches Stadtoberhaupt in den Ruhestand. Einen Monat vorher hatte ihn der Ludwigshafener Stadtrat mit der Ehrenbürgerschaft der Stadt ausgezeichnet. Am 20. April 2008 wurde Ludwig im Maudacher Schloss durch Kurt Beck, damals Ministerpräsident des Landes Rheinland-Pfalz, die Wilhelm-Dröscher-Plakette verliehen.

## Werke (Auswahl)
- Unterwegs. Lebenserinnerungen. Autobiographie. Pfälzische Verlagsanstalt, Landau in der Pfalz 1997, ISBN 3-87629-277-8.